# Pelotomaculum terephthalicicum
Pelotomaculum terephthalicicum è una specie di batterio appartenente alla famiglia delle Peptococcaceae.